# Gilbert Montagné
Pour les articles homonymes, voir Montagné.
Gilbert Montagné , né le 28 décembre 1951 dans le 20e arrondissement de Paris, est un auteur, compositeur, interprète et acteur français.

## Biographie

### Naissance
Gilbert Montagné, né le 28 décembre 1951 dans le 20e arrondissement de Paris. Il est le quatrième enfant d'une famille modeste. Né prématurément dans l'appartement familial situé rue des Pyrénées, après cinq mois et demi de grossesse (il pesait 950 grammes), il est mis en couveuse. Un air trop riche en oxygène dans l'appareil lui cause alors une rétinopathie ; il n'est donc pas considéré comme aveugle de naissance,.

### Jeunesse
Pendant la Seconde Guerre mondiale, son père déclare à la police de Pontarlier la perte des papiers d'identité de Jeanne Pobel, son ex-femme, afin de les donner à sa nouvelle compagne Jeanne Kalfon, la mère juive de Gilbert, laquelle prend l'identité de celle-ci pour échapper aux rafles allemandes. À la fin des années 1990, Gilbert fera la connaissance de cette femme qui a sauvé sa mère sans le savoir et il en tirera un livre.
Très tôt, il découvre la musique dans un établissement spécialisé de Saint-Mandé où, de cinq à dix ans, il reçoit un enseignement classique et rigoureux. Cependant, en autodidacte et sur son piano, il développe un goût véritable pour les variétés, le jazz et le rock. Il séjourne les six années suivantes à l'Institut national des jeunes aveugles (boulevard des Invalides), période au cours de laquelle il acquiert un orgue. Soucieux de s'intégrer dans le monde des voyants, il s'inscrit en seconde au lycée Voltaire puis se produit dans des pianos-bars.

### Carrière

#### Carrière en Amérique
En été 1968, à seize ans, il décide de passer quelques auditions et enregistre un premier 45 tours, contenant Le Phénomène, composé par André Georget sur un texte de Gil Thibault, et Quand on ferme les yeux, sous le nom de Lor Thomas ; les paroles de cette chanson sont signées Pierre Delanoë. Le disque, sorti chez Disques Somethin' Else, ne rencontre pas le succès. Gilbert Montagné décide alors de rejoindre sa sœur, professeur de français à Miami, s'inscrit à l'université et y poursuit des études musicales classiques. À ses moments libres, il joue du jazz et de la musique soul, et se produit tout l'hiver dans les clubs de Miami ou de New York. Il se marie avec Maureen Byrne en janvier 1975 (dont il divorcera en 1993), avec qui il revient en France et dont il a deux enfants Eric et Nicolas. Depuis 1999, il est marié à Nikole.
En 1971, Salvatore Adamo le persuade de rentrer en Europe. Au mois de mai, il se retrouve à Londres avec les choristes de Joe Cocker et d'Elvis Presley, pour enregistrer Hide Away (signé André Georget) et The Fool. Cette dernière se classe no 1 en France, et connaît également le succès en Belgique, en Espagne et en Italie. Il fait ses premiers pas à l'Olympia, sur invitation de Julien Clerc et tourne un court-métrage retraçant sa vie. Âgé de vingt ans, il sort un deuxième album (1973), puis un troisième (1976), mais perd pied et fuit vers l'Amérique, le Canada et ses clubs de jazz, où il retrouve un refuge musical dans l'anonymat.

#### Retour

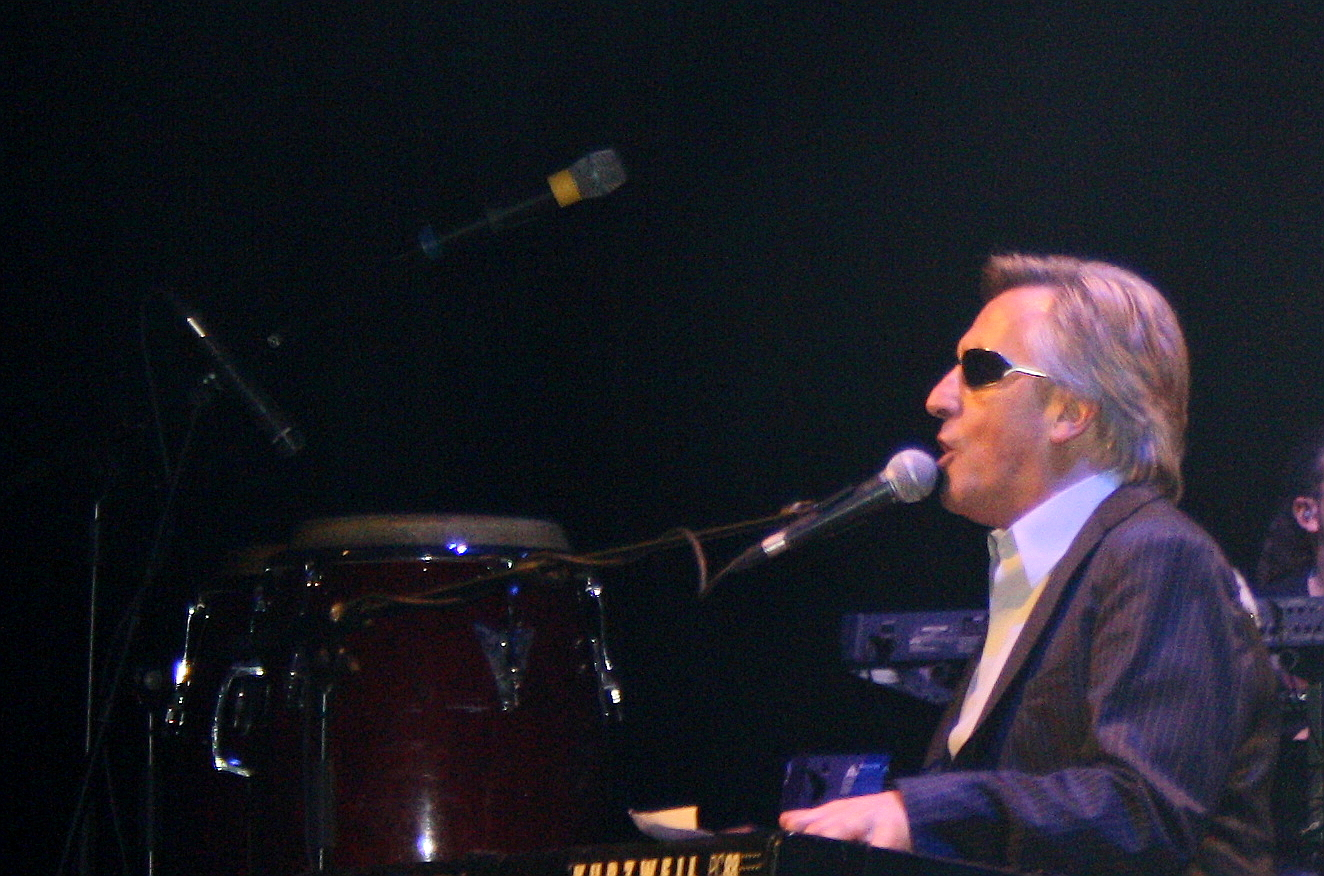
Gilbert Montagné en concert à Genève en novembre 2006.

Le 18 octobre 1979, Johnny Hallyday lui propose de l'accompagner au piano, à l'occasion de son spectacle au Pavillon de Paris, porte de Pantin. Il joue avec Hallyday durant la séquence rock 'n' roll qui, pendant une vingtaine de minutes pour quatre morceaux, clôture le show. Après cette participation, Gilbert Montagné est de retour sur le devant de la scène. Reconnaissant, il consacre en 1981, une chanson à Hallyday, Johnny.
Puis il signe son grand retour en solo auprès du public en enregistrant, en 1980, la chanson Believe in me, toujours avec son complice, André Georget. Si le succès n'est pas immense, il marque son retour dans le milieu musical français. De 1980 à 1984, André Georget fait systématiquement appel à lui pour exécuter les claviers de nombreux enregistrements dont Le film France off Limits et, entre autres Pubs, le célèbre (Ami) Ricoré. En 1984, l'album Liberté, truffé de tubes signés de Didier Barbelivien, comme On va s'aimer ou Les Sunlights des tropiques, devient disque de platine,. Avec deux tournées à l'Olympia, en 1985 et le 11 mai 1986, l'heure de la consécration artistique de Gilbert Montagné a sonné.
Il enchaîne les tournées et les albums (Quelques notes de musique, Je veux tout, Plus fort la vie, Perdu dans New York, Le cœur en sursis), avant de partir s'établir en 1990, avec sa famille, au Canada.
Le 5 décembre 2006, après neuf ans de bataille judiciaire (deux pourvois en cassation), Gilbert Montagné gagne son procès contre la chaîne de restauration Flunch, accusée d'avoir plagié, dans sa publicité, le refrain de son célèbre tube On va s'aimer en On va fluncher, en vertu du principe d'ordre public de l'inaliénabilité du droit au respect de l'œuvre.
En 2010, il participe à l'émission N'oubliez pas les paroles Spécial Halloween de Nagui, pour son association liée aux aveugles. Il interprète L'Hymne à l'amour. Finalement, il décroche, pour la deuxième fois dans l'histoire du jeu, la cagnotte de 100 000 €, avec la chanson Les Champs-Élysées de Joe Dassin et en 2012 il apparaît dans le film Stars 80 de Thomas Langmann et Frédéric Forestier.
En janvier 2018, il joue pour une soirée au sein du groupe Kool and the Gang, à l'occasion d'une émission de variétés présentant des artistes français des années 1980.
En 2022, il participe à l'émission Mask Singer, diffusée sur TF1, déguisé en arbre et termine 4e en demi-finale.
En juillet 2022, le village natal de son père, Saint-Léon, dans l'Allier, donne le nom d'une place à Gilbert Montagné au centre du village.

#### Plagiat
Alors qu'il fait condamner dans les années 1990 la chaîne de restaurants Flunch pour plagiat avec la phrase publicitaire On va fluncher, il est à son tour définitivement condamné, le 9 octobre 2024, par la cour d’appel de Paris pour le plagiat de la chanson Une fille de France de Gianni Nazzaro sortie en 1979 et dont il fait le tube On va s’aimer, cinq ans plus tard. Tout comme le compositeur Didier Barbelivien, il ne touchera désormais plus de droits d’auteur sur ce titre,,.

### Engagements
Tout au long de sa carrière, il mène un combat incessant en faveur d'une meilleure prise en compte des aveugles par la société, par exemple à travers le projet, à l'échelle européenne, d'étiquetage en braille des produits de consommation.
Il apporte son soutien, lors de l'élection présidentielle de 2007, à Nicolas Sarkozy. Le 2 août 2007, il est chargé par Xavier Bertrand, ministre du Travail, des Relations sociales et de la Solidarité, d'une mission sur l'intégration des aveugles et des malvoyants. Il est nommé secrétaire national chargé des handicaps au sein de l'UMP en mars 2009, mais démissionne le 1er février 2011.
En 2009, il affiche son opposition à la loi Hadopi, qui vise à pénaliser les internautes et à contrôler leurs téléchargements. D'après lui, l'industrie du disque a mis trop de temps à comprendre l'importance du partage et du téléchargement sur Internet. Il préconise ainsi l'ajout d'une faible taxe sur l'achat des ordinateurs, et considère que « les majors n'existeront plus dans quelque temps » et que chaque artiste pourra commercialiser ses œuvres directement sur Internet.
En 1995, il participe à l'émission Fort Boyard. Il est la seule personnalité aveugle à avoir participé aux épreuves de ce jeu télévisé. En 2009, il participe à l'émission Rendez-vous en terre inconnue, au Zanskar.
Le 14 décembre 2009 sort, uniquement en téléchargement légal, son nouvel album, intitulé Acoustique. Le chanteur reprend ses 15 plus grands succès en piano-voix. Trois jours après sa sortie, l'album se retrouve en 9e position sur la plateforme MusicMe.
En 2009, Gilbert Montagné a également participé au lip dub des Jeunes Populaires de l'UMP, où il conduit une voiture.

Lors des élections régionales de 2010, il se présente sous l'étiquette UMP Majorité présidentielle, dans le département de l'Allier.

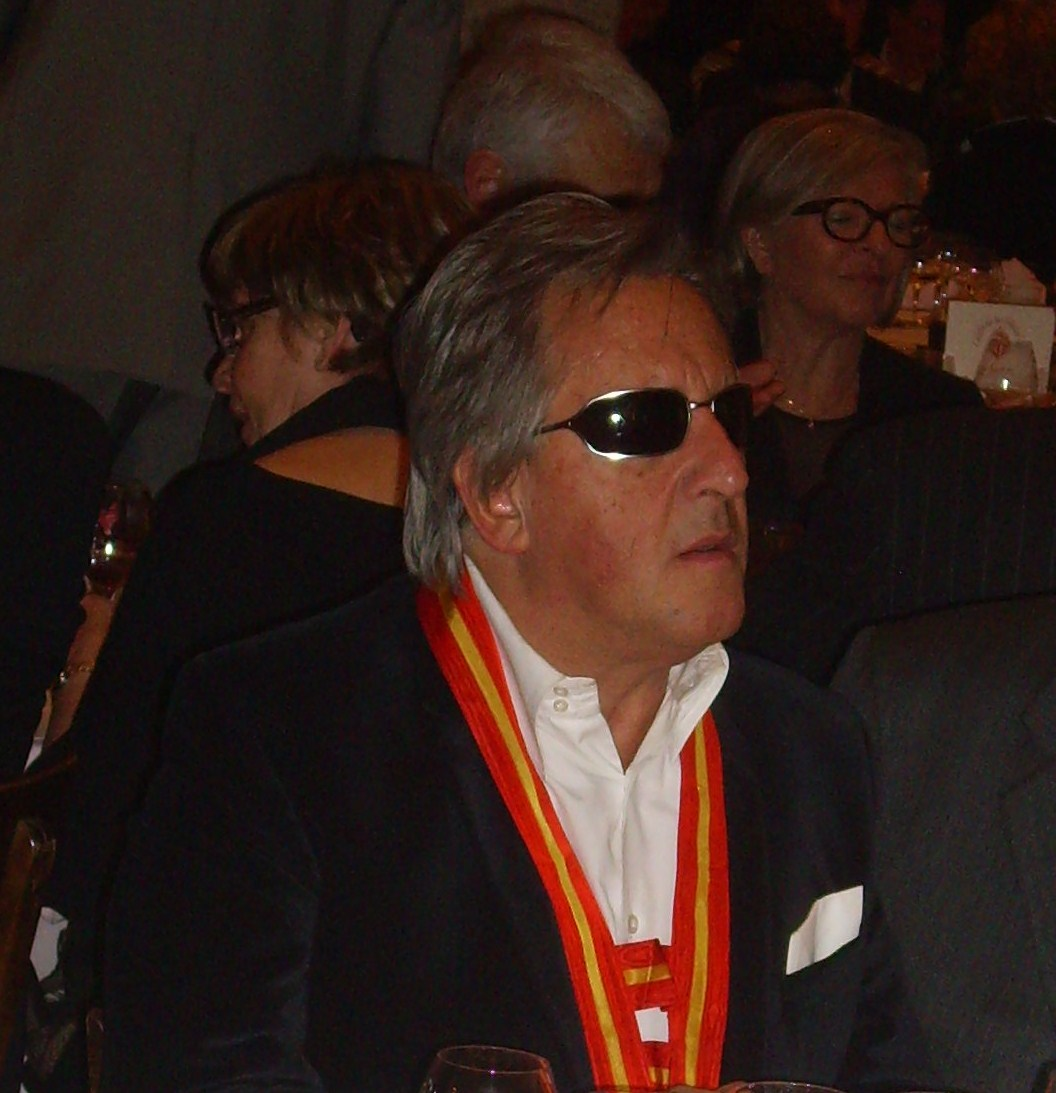
Gilbert Montagné lors du banquet de la Saint-Vincent tournante en 2011 au Château du Clos Vougeot.

En avril 2020, il compose Si vous nous aidez, sur un texte de Didier Barbelivien, pour venir en aide aux soignants du Covid-19.

## Distinctions
Le 2 juin 2006, Gilbert Montagné est fait chevalier dans l'ordre de la Légion d'honneur par le président de la République Jacques Chirac.
Le 28 septembre 2011, Gilbert Montagné est élevé par le président de la République Nicolas Sarkozy au grade d'officier de l'ordre national du Mérite en même temps que plusieurs autres personnalités.
Le 1er janvier 2020, il est promu officier de la Légion d'honneur.
En 1982, il est également fait chevalier de l'ordre des Arts et des Lettres.
Il est également intronisé par la Confrérie des chevaliers du Tastevin et est même passé en 2015 Grand officier de cette confrérie.

## Publications
- Tu vois ce que je veux dire, Paris, Michel Lafon, 1987
- Les yeux du cœur, Paris, Ramsay, 1997
- J'ai toujours su que c'était toi : récit, Paris, Éditions Calmann-Lévy, 2011, 200 p. (ISBN 978-2-7021-4124-3)
- Au jardin de ma vie, Paris, Flammarion, 2018
- Lounaciel, Signe, 2022  (ISBN 978-2-7468-4333-2)
- On chante, on danse avec Gilbert Montagné, Fleurus, 2024  (ISBN 978-2-215-19209-1)

## Discographie

### Albums studio
- 1971 : Gilbert Montagné (ou The Fool)
- 1973 : De la musique
- 1976 : Y faut qu'ça swing
- 1981 : Ta vie
- 1984 : Liberté
- 1985 : Quelques notes de musique
- 1987 : Vivre en couleurs
- 1989 : Entre douceur et violence
- 1991 : Accord magique
- 1993 : Rien qu'une amitié
- 1996 : Comme une étoile
- 1998 : Mélange de couleurs
- 2002 : Rien sans ton amour
- 2006 : Get Ready
- 2016 : Gilbert chante Bécaud
- 2018 : La Niña

### Albums live
- 1985 : À l’Olympia - Live (2 x 33 T ou 1 CD diminué de 5 titres)
- 1998 : On va s’aimer à L’Olympia 98 (2 cd)
- 2012 : En live à la salle Gaveau (2 cd + dvd)

### Principales compilations
- 1992 : Fou de musique (Ses 16 meilleurs succès)
- 1997 : Les Plus belles chansons (2 cd, 32 titres)
- 2003 : Best of (18 titres)
- 2007 : Gold (2 cd, 36 titres)
- 2012 : Master série (17 titres)

### Principaux singles et maxi 45 T
- 1969 : Quand on ferme les yeux / Le phénomène
- 1970 : The Morning Comes / Going To Soul
- 1971 : The Fool / Hide Away
- 1972 : Aime-moi / Song For Every Time
- 1972 : Baby I feel so fine / My Lord
- 1972 : Sometimes / Reflexion
- 1973 : Dans mon piano il y a des oiseaux / Elle chantait ma vie en musique
- 1973 : Au clair de lune / Take me
- 1974 : Où est la fille / Ronnie
- 1980 : Believe in Me / On the Road
- 1981 : Besoin de vous (I got to go home) / Oublie-moi
- 1982 : On s’en fout, nous on s’aime (B.O.F.) / ‘’Motor car drive’’ (instr.)
- 1983 : On va s'aimer (v. longue) / Musicienne
- 1984 : Fous de musique / Just For Tonight
- 1984 : Les Sunlights des tropiques (remix) / Les Sunlights des tropiques (instr.)
- 1984 : J'ai le blues de toi / Si je l'aime
- 1985 : Au soleil (Robinson Crusoë) / Un monde entre nous
- 1987 : Je veux tout / Sans elle
- 1987 : Laissez les enfants rêver / Feeling populaire
- 1989 : Perdu dans New York / Perdu dans New York (instr.)
- 1990 : Plus fort la vie / Open your heart (and take a chance)
- 1991 : Le Cœur en sursis (v. longue et 2 autres remix)
- 1996 : Ma chérie (club mix et 2 autres remix)
- 1997 : On va s’aimer (4 remix)
- 1998 : Elle vit la salsa (3 remix)
- 2001 : Un vrai Noël / Un vrai Noël (avec chœurs)
- 2002 : Entendre ton sourire (3 remix)
- 2012 : Oh! My Lord
- 2021 : The Fool in Love

## Filmographie
- 1972 : Pour une pomme : Gilbert, le chanteur aveugle
- 1990 : S.O.S. disparus : dans l'épisode Marie la nuit
- 2012 : Stars 80 : lui-même
- 2017 : Stars 80, la suite : lui-même

### Documentaire
- 1971 : Volume (émission de télévision) : documentaire de 52 min
- 2017 : Gilbert Montagné le visionnaire : documentaire de 52 min diffusé sur France 3 Île-de-France

## Émissions de télévision
- 1995 : Fort Boyard sur France 2 : participant
- 2003 : Nice People sur TF1 : invité
- 2010, 2012, 2016 : N'oubliez pas les paroles ! sur France 2 : candidat
- 2010 : Rendez-vous en terre inconnue sur France 2 : participant
- 2011 : Sosie ! Or Not Sosie ? sur TF1 : participant
- 2013 : Un air de famille sur France 2 : juré
- 2019 : Le Meilleur Pâtissier spécial célébrités sur M6
- 2022 : Mask Singer (saison 3) sur TF1 : candidat sous le costume de l'Arbre

### Publicité
- 1972 : Coca-Cola : interprète de la pub.
- 1980 : Lait concentré Nestlé : interprète de la pub Lait concentré sucré Nestlé.
- 2008 : Huis clos : acteur principal. Mise en scène de Bruno Solo.
- 2011 : Paritel : composition de l'habillage musical des spots TV de la société.
- 2024 : Garance : acteur principal pour viser juste dans votre épargne et retraite